# El vagabundo
El vagabundo é uma telenovela mexicana, produzida pela Televisa e exibida em 1971 pelo El Canal de las Estrellas.

## Elenco
- Augusto Benedico
- Silvia Derbez
- Sonia Furió
- Enrique Lizalde
- Claudio Obregón